# Nikola Tkalčić
Nikola Tkalčić (Zagabria, 3 dicembre 1989) è un calciatore croato, difensore o centrocampista dell'ADAS United.

## Carriera

### Club
Cresciuto nelle giovanili del Varaždin (all'epoca ancora chiamato Varteks per ragioni di sponsorizzazione), nella stagione 2008-2009 è stato ceduto in prestito allo Sloboda, formazione vincitrice di quel campionato di 4. HNL (quarta serie croata). Successivamente ha giocato nella prima squadra del Varaždin dal 2009 al 2011.
Complici i problemi economici del club croato, Tkalčić si è trasferito all'IFK Norrköping il 1º settembre 2011 nell'ultimo giorno della finestra estiva del calciomercato svedese di quell'anno. Il suo contratto prevedeva inizialmente una durata di pochi mesi ma, nonostante una sola presenza in campionato, a fine stagione è stato prolungato di tre anni. Al termine della stagione 2014 ha prolungato di altri due anni.
La sua stagione 2016 è finita prematuramente alla 10ª giornata, quando si è infortunato al legamento crociato anteriore sul campo dell'IFK Göteborg. È rientrato in campo solo nella stagione 2017, durante la quale ha collezionato 12 presenze in campionato.
Il 4 dicembre 2017, i norvegesi del Sarpsborg 08 hanno reso noto d'aver ingaggiato Tkalčić, che si è legato al nuovo club con un contratto biennale: l'accordo sarebbe stato valido a partire dal 1º gennaio 2018, data di riapertura del calciomercato locale. Nei primi mesi di permanenza, non è mai sceso in campo in campionato, avendo giocato solo tre partite valide per la coppa nazionale. Il 27 luglio 2018 è passato così all'Aalesund con la formula del prestito fino al termine della stagione. Nel febbraio 2019, prima dell'inizio del campionato norvegese di quell'anno, ha rescisso con il Sarpsborg 08 a causa del poco spazio a disposizione.
Nel maggio 2019 ha svolto un provino e successivamente sottoscritto un contratto fino al successivo 30 novembre con lo Jönköpings Södra, squadra militante nella seconda serie svedese. Il giocatore ha lasciato il club pochi mesi dopo, ad agosto, dopo l'arrivo di un'offerta proveniente dalla Croazia, con l'allenatore dello Jönköpings Södra che ha dichiarato come Tkalčić percepisse uno stipendio modesto vista anche la precedente parentesi norvegese.
Nell'agosto 2019 è tornato così in Croazia per giocare nella massima serie con la maglia del neopromosso nuovo Varaždin, nella città in cui Tkalčić era cresciuto calcisticamente e dove aveva già giocato in passato prima che il vecchio club scomparisse. Poi, nel luglio 2021, ha iniziato una nuova parentesi in Svezia, questa volta al Norrby nel campionato di Superettan. Nel gennaio 2022 è sceso nella terza serie svedese con l'ingaggio fino al 2023 sottoscritto con il Sylvia, squadra con sede a Norrköping. È ulteriormente sceso di categoria nel 2023 con il passaggio all'ADAS United, squadra di quinta serie con sede a Norrköping nata nel 2021 dalla fusione di Assyriska IF, IK Derik e Azech SF.

## Statistiche

### Presenze e reti nei club
Statistiche aggiornate al 1º gennaio 2019.
| Stagione              | Club                  | Campionato            | Campionato | Campionato | Coppe nazionali | Coppe nazionali | Coppe nazionali | Coppe continentali | Coppe continentali | Coppe continentali | Supercoppe | Supercoppe | Supercoppe | Totale | Totale |
| Stagione              | Club                  | Comp                  | Pres       | Reti       | Comp            | Pres            | Reti            | Comp               | Pres               | Reti               | Comp       | Pres       | Reti       | Pres   | Reti   |
| --------------------- | --------------------- | --------------------- | ---------- | ---------- | --------------- | --------------- | --------------- | ------------------ | ------------------ | ------------------ | ---------- | ---------- | ---------- | ------ | ------ |
| 2008-2009             | Sloboda Varaždin      | 4.HNL                 | ?          | ?          | CC              | ?               | ?               | -                  | -                  | -                  | -          | -          | -          | ?      | ?      |
| 2009-2010             | Varaždin              | 1.HNL                 | 26         | 1          | CC              | ?               | ?               | -                  | -                  | -                  | -          | -          | -          | 26+    | 1+     |
| 2010-2011             | Varaždin              | 1.HNL                 | 8          | 0          | CC              | ?               | ?               | -                  | -                  | -                  | -          | -          | -          | 8+     | 0+     |
| lug.-set. 2011        | Varaždin              | 1.HNL                 | 3          | 0          | CC              | ?               | ?               | UEL                | 6                  | 1                  | -          | -          | -          | 9+     | 1+     |
| Totale Varaždin       | Totale Varaždin       | Totale Varaždin       | 37         | 1          |                 | ?               | ?               |                    | 6                  | 1                  |            | -          | -          | 43+    | 1+     |
| set.-dic. 2011        | IFK Norrköping        | A                     | 1          | 0          | CS              | -               | -               | -                  | -                  | -                  | -          | -          | -          | 1      | 0      |
| 2012                  | IFK Norrköping        | A                     | 17         | 3          | CS              | 1               | 0               | -                  | -                  | -                  | -          | -          | -          | 18     | 3      |
| 2013                  | IFK Norrköping        | A                     | 19         | 0          | CS              | 4               | 0               | -                  | -                  | -                  | -          | -          | -          | 23     | 0      |
| 2014                  | IFK Norrköping        | A                     | 20         | 0          | CS              | 2               | 0               | -                  | -                  | -                  | -          | -          | -          | 22     | 0      |
| 2015                  | IFK Norrköping        | A                     | 27         | 2          | CS              | 3               | 0               | -                  | -                  | -                  | -          | -          | -          | 30     | 2      |
| 2016                  | IFK Norrköping        | A                     | 10         | 0          | CS              | 0               | 0               | UCL                | -                  | -                  | -          | -          | -          | 10     | 0      |
| 2017                  | IFK Norrköping        | A                     | 12         | 0          | CS              | 0               | 0               | UEL                | 1                  | 0                  | -          | -          | -          | 13     | 0      |
| Totale IFK Norrköping | Totale IFK Norrköping | Totale IFK Norrköping | 106        | 5          |                 | 10              | 0               |                    | 1                  | 0                  |            | -          | -          | 117    | 5      |
| gen.-lug. 2018        | Sarpsborg 08          | ES                    | 0          | 0          | CN              | 3               | 0               | UEL                | 0                  | 0                  | -          | -          | -          | 3      | 0      |
| lug.-dic. 2018        | Aalesund              | 1D                    | 13         | 0          | CN              | -               | -               | -                  | -                  | -                  | -          | -          | -          | 13     | 0      |
| Totale                | Totale                | Totale                | 156+       | 6+         |                 | 13+             | 0+              |                    | 7                  | 1                  |            | -          | -          | 176+   | 7+     |

## Palmarès

### Club
- Campionato svedese: 1

Norrköping: 2015
- Supercupen: 1

Norrköping: 2015